# Bad Fallingbostel
Bad Fallingbostel település Németországban, azon belül Alsó-Szászország tartományban. Lakosainak száma 12 119 fő (2023. december 31.). Bad Fallingbostel Soltau és Bomlitz községekkel határos.

## Népesség
A település népességének változása:
| Lakosok száma | 11 044 | 11 413 | 11 680 | 11 852 | 12 209 | 12 340 | 12 119 |
|               | 2015   | 2016   | 2017   | 2019   | 2021   | 2022   | 2023   |